# Farmer Al Falfa

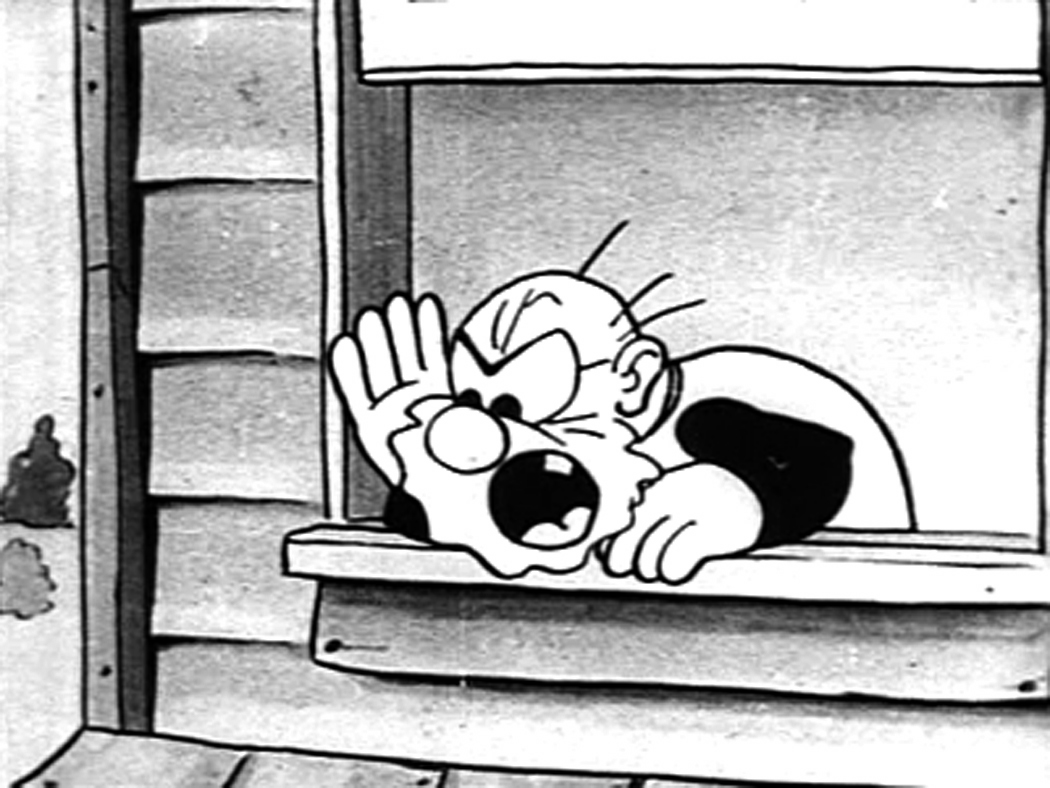
Farmer Al Falfa în "The Iron Man" (1930)

Farmer Al Falfa, chintesența superficialului fermier de tip vechi, este un personaj ficțional de desene animate creat de producătorul american Paul Terry. El a apărut pentru prima dată în Down on the Phoney Farm (1915), un film distribuit de Thanhouser Company. Apoi a rulat în seria de scurt-metraje produse de Terry pentru Bray Productions, începând cu filmul Farmer Al Falfa's Catastrophe (1916).
După ce a părăsit Bray Productions, Terry a plecat împreună cu Al Falfa, realizând noi filme pentru Edison Company și Paramount Pictures în perioada imediat următoare. Terry l-a folosit pe Farmer Al Falfa de nenumărate ori în anii 1920 pentru seria Aesop's Film Fables, cea mai prolifică perioadă a personajului.  În aceată perioadă, fermierul a fost redesenat pentru a permite animația simplificată, necesară producției de filme distribuite de Pathé Exchanges în ritm săptămânal. Capul și brațele fermierului au fost desenate pe un cadru separat, în timp ce restul corpului a fost desenat pe altul, tehnică ce anticipează producția ieftină de desene animate pentru televiziune.  Când Terry a făcut tranziția la filmul sonor, fermierul l-a urmat. În primul film animat sonor prezentat publicului, Dinner Time, vedem un fermier Al Falfa care este un măcelar iritabil care trebuie să se apere de o haită de câini înfometată. Oricum, filmul nu a reușit să trezească interesul publicului precum a reușit filmul lui Walt Disney Steamboat Willie, apărut o lună mai târziu.
În 1929, Terry a părăsit studioul Van Beuren Studios pentru a-și deschide propriul studio, cu distribuția asigurată de Educational Film Exchanges. Fermierul a fost din nou revitalizat în 1931, începând cu Club Sandwich, și a contiuat până în 1937.
Pentru aproape un an, fermierul a continuat să apară în filmele lui Van Beuren, de data asta în filme realizate de foștii asociați ai lui Terry, John Foster și Mannie Davis (ambii vor pleca la studioul lui Terry peste câțiva ani). Terry a amenințat cu o acțiune în justiție împotriva fostului său producător, invocând faptul că personajul este invenția sa, nu a lui Van Beuren; și fermierul a încetat să mai apară în filmele lui Van Beuren. Dar studioul lui Terry s-a dezvoltat foarte mult, fermierul Al Falfa fiind ulterior retras din producție. Totuși personajul nu a dispărut definitiv; apare în rol secundar în primele două filme cu Heckle and Jeckle, realizate în 1946, și ultima oară în Uranium Blues (1956) zece ani mai târziu.
În toamna lui 1958, protagonistul cu barbă albă apare în programul sindicalizat pentru televiziune Farmer Al Falfa and His Terrytoon Pals, o compilație de filme de început a lui Terry în alb-negru. Deși nu au făcut parte din filmele de animație de mare succes, multe din filmele de început, cu deosebire cele mute, sunt disponibile în colecțiile de desene animate din domeniul public, printre acestea casetele video, Cartoonal Knowledge de la Video Yesteryear apărute în anii 1980.
La începutul anilor 1950, personajul a fost numit neoficial "Farmer Gray", probabil de Fred Sayles, gazda programului pentru copii Junior Frolics pe stația WATV din Newark, New Jersey; Sayles a redenumit câteva personaje secundare (care nu aveau nume): măgărușul "Bumpy", pisicile "Casper" și "Bad Mike" și șoriceii "Marty" și "Millie". 
În benzile desenate Terrytoons de la mijlocul anilor 1950, personajul a fost de asemeni rebotezat "Farmer Gray", probabil într-un efort de a fi difuzat la "Junior Frolics". Dar a rămas doar în benzile desenate, nu s-a făcut cu consecvență (uneori își schimba numele de la o lună la alta), și la finalul anilor 1950, personajul și-a recăpătat definitiv numele originar.
Farmer Al Falfa trebuia să fie figurant în Who Framed Roger Rabbit, dar drepturile pentru personaj nu au putut fi obținute în timp util.

## Filmografie
Lista de filme Farmer Al Falfa